# رؤوف حكيم
عبد الرؤوف هيباثول حكيم (ولد في 13 نيسان / أبريل 1960) هو سياسي سريلانكي، وعضو في برلمان ووزير. وهو الرئيس الحالي للمؤتمر الاسلامي السريلانكى، وهو عضو في الجبهة الوطنية المتحدة للحكم الرشيد.